# Vernéřovice
Vernéřovice é uma comuna checa localizada na região de Hradec Králové, distrito de Náchod‎.